# 대구효목초등학교
대구효목초등학교는 대한민국 대구광역시 동구 효목동에 있는 공립 초등학교이다.

## 연혁
- 1967-08-07 대구효목국민학교 설립 인가
- 1969-06-10 개교(1,2,3학년, 6학급, 317명)
- 1977-03-01 10개 교실 증축(43실, 47학급 편성)
- 1993-10-07 음악 교육 시범학교 공개
- 1996-03-01 대구효목초등학교로 교명 변경
- 2005-10-28 빛글 도서관 개관
- 2007-09-21 사랑누리 보육교실 개관
- 2009-04-10 영어체험실 개관
- 2009-09-01 학교급식시설 개설 및 식당 개관, 교사외벽개선공사
- 2009-10-26 급식실 및 식당 현대화 준공, 교사 외벽 개선
- 2010-03-01 28학급 편성(특수반 1)
- 2010-11-22 강당(효목 꿈 체험관) 개관
- 2011-02-16 제39회 졸업식(153명), 졸업생수(15,290명)
- 2011-02-22 체육 놀이 시설 설치 완공
- 2011-02-26 정구장 시설 설치 완공
- 2011-03-01 27학급 편성(특수반 1)
- 2011-09-01 권보경 교감 부임
- 2012-02-16 제40회 졸업식(137명), 졸업생수(15,427명)
- 2012-03-01 28학급 편성(특수반 1반 포함)
- 2012-03-01 제17대 도화숙 교장 부임
- 2012-08-20 교실 바닥 개체 공사(20실)
- 2012-09-12 기상대 이전 설치
- 2012-09-19 CCTV 설치(2대 추가)
- 2013-02-14 제41회 졸업식(128명), 졸업생수(15,555명)
- 2013-03-01 27학급 편성(특수반 1반 포함)
- 2013-08-01 교실 창문 공사, 배수로 공사, 옥상 방수공사, 정문 공사
- 2013-12-11 공원화 사업
- 2014-02-14 제42회 졸업식(101명)
- 2014-03-01 28학급 편성(특수반 1반 포함)
- 2015-02-13 제43회 졸업식(111명), 졸업생수(15,666명)
- 2015-03-01 28학급 편성(특수반 1반 포함)
- 2015-03-01 제18대 이철구 교장 부임
- 2016-02-04 제44회 졸업식(92명), 졸업생수(15,859명)
- 2016-03-01 26학급 편성(특수반 1반 포함)
- 2017-02-15 제45회 졸업식(92명), 졸업생수(15,951명)
- 2017-03-01 25학급 편성(특수반 1반 포함)

## 참고 자료
- 대구효목초등학교 - 한국교육학술정보원 학교알리미